# Reazione di Sabatier
La reazione di Sabatier, o processo Sabatier, è una reazione chimica in cui il diossido di carbonio reagisce con l'idrogeno, in presenza di nichel quale catalizzatore e in condizioni di temperatura ottimale compresa tra 300-400 °C e alta pressione, producendo metano e acqua. Occasionalmente viene utilizzato anche un catalizzatore a base di rutenio supportato su allumina, più costoso ma anche più efficiente. L'equazione chimica è la seguente:
CO2 + 4H2 → CH4 + 2H2O
La reazione prende nome dal suo scopritore Paul Sabatier e ha carattere esotermico con sviluppo di 39,2 kcal/mol. In campo tecnologico viene sfruttata per sintetizzare metano a partire dal syngas ottenuto dalla gassificazione.

## Applicazione in missioni spaziali
La NASA attualmente sta studiando la possibilità di sfruttare la reazione di Sabatier per produrre acqua dal diossido di carbonio derivante dalla respirazione degli astronauti impegnati nella Stazione spaziale internazionale e in future missioni. La fonte di idrogeno sarebbe rappresentata dalla quantità di gas prodotto dall'elettrolisi dell'acqua, processo utilizzato per produrre l'ossigeno necessario agli astronauti, più un altro ammontare necessario che si otterrebbe riciclando il metano prodotto tramite la seguente reazione di pirolisi:
CH4 → C + 2H2
La reazione di Sabatier è stata proposta anche per ridurre i costi dell'esplorazione umana di Marte (progetto Mars Direct) producendo propellente in situ. Dall'acqua prodotta tramite tale processo, realizzato utilizzando l'idrogeno trasportato dalla Terra e il diossido di carbonio presente nell'atmosfera marziana, tramite elettrolisi si produrrebbe ossigeno che insieme al metano ottenuto rappresenterebbe il propellente. Ulteriore ossigeno necessario a tale scopo (il rapporto ottimale del propellente è 3,5:1 di ossigeno/metano, mentre la reazione di Sabatier permette di raggiungere un rapporto 2:1) potrebbe derivare dalla reazione inversa dello spostamento del gas d'acqua (CO2 + H2 → CO + H2O) o pirolizzando una parte di metano e riciclando l'idrogeno prodotto.